# Kitty Ponse
Kitty Ponse, née le 5 septembre 1897 à Sumatra et morte le 10 février 1982 à Genève, est une biologiste et pionnière de l'endocrinologie,.

## Jeunesse et formation universitaire

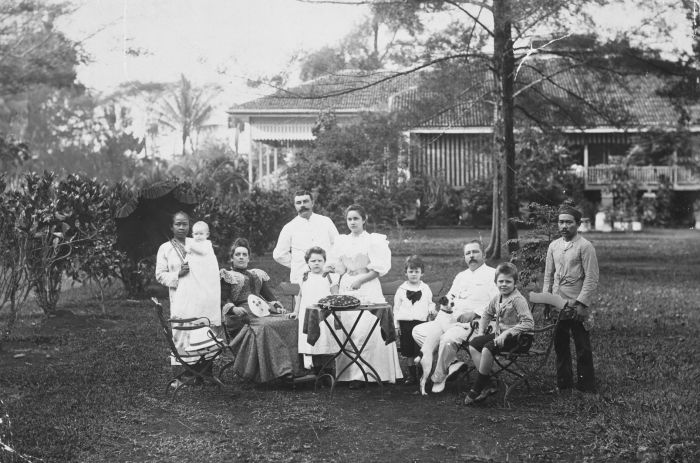
Portrait de la famille Ponse, photo du Tropenmuseum. Kitty Ponse est le bébé sur la partie gauche de la photo.

Elle naît de parents hollandais à Binjai, Sumatra, dans les Indes néerlandaises (aujourd'hui l’Indonésie), et elle arrive à Genève dans son enfance, en 1905, avec sa famille. Elle y fait toutes ses études, et obtient sa licence ès sciences physiques et naturelles de l’Université de Genève en 1920, et ensuite soutient sa thèse de doctorat, qui se focalise sur des mécanismes de développement embryonnaire et post-embryonnaire, en obtenant son diplôme de l’Université en 1924. 

## Carrière
Kitty Ponse s'oriente comme chercheuse vers les mécanismes de la détermination et la différentiation sexuelles chez les amphibiens. En 1924, elle obtient notamment dans son expérience sur l'organe de Bidder des crapauds la première inversion expérimentale du sexe chez un vertébré. Ce travail et quelques aspects de ses implications pour la sexualité attirent l'attention de la presse internationale.
Elle sert comme adjointe a la direction de la Station de zoologie expérimentale de l’Université dès 1928. Elle est nommée privat-docente en 1929, chargée de cours pour l'enseignement de la technique biologique et de l'endocrinologie en 1942. Elle gère de cette façon durant de nombreuses années l’enseignement pratique donné à la Station qu’elle a contribué à fonder à Genève avec son formateur et maître, le biologiste Emile Guyénot. Elle lui succède comme professeure sur la chaire d'endocrinologie à l’Université.
Kitty Ponse publie plusieurs articles et monographies dont son œuvre majeure, en 1949: La différenciation du sexe et l'intersexualité chez les vertébrés : facteurs héréditaires et hormones.

## Titres et distinctions honorifiques
Grâce à ses multiples travaux dans la plupart des domaines de l'endocrinologie expérimentale, Kitty Ponse obtient de nombreuses distinctions, dont : 
- Prix Montyon de l’Académie des sciences de Paris
- Prix Allen Richard
- Prix de l’Académie Royale de Belgique[Lequel ?]
- Prix Otto Naegeli (de) (1961) : Kitty Ponse en est la première lauréate. Il s'agit d'un prix pour la recherche médicale, considéré comme l'un des plus prestigieux en Suisse[6].

La commune de Genève a renommé l'ancienne rue de l'Université en sa mémoire.